# Liste der Baudenkmäler in Elchingen
Auf dieser Seite sind die Baudenkmäler in der schwäbischen Gemeinde Elchingen zusammengestellt. Diese Tabelle ist eine Teilliste der Liste der Baudenkmäler in Bayern. Grundlage ist die Bayerische Denkmalliste, die auf Basis des Bayerischen Denkmalschutzgesetzes vom 1. Oktober 1973 erstmals erstellt wurde und seither durch das Bayerische Landesamt für Denkmalpflege geführt wird. Die folgenden Angaben ersetzen nicht die rechtsverbindliche Auskunft der Denkmalschutzbehörde.
 Diese Liste gibt den Fortschreibungsstand vom 5. September 2014 wieder und enthält 31 Baudenkmäler.

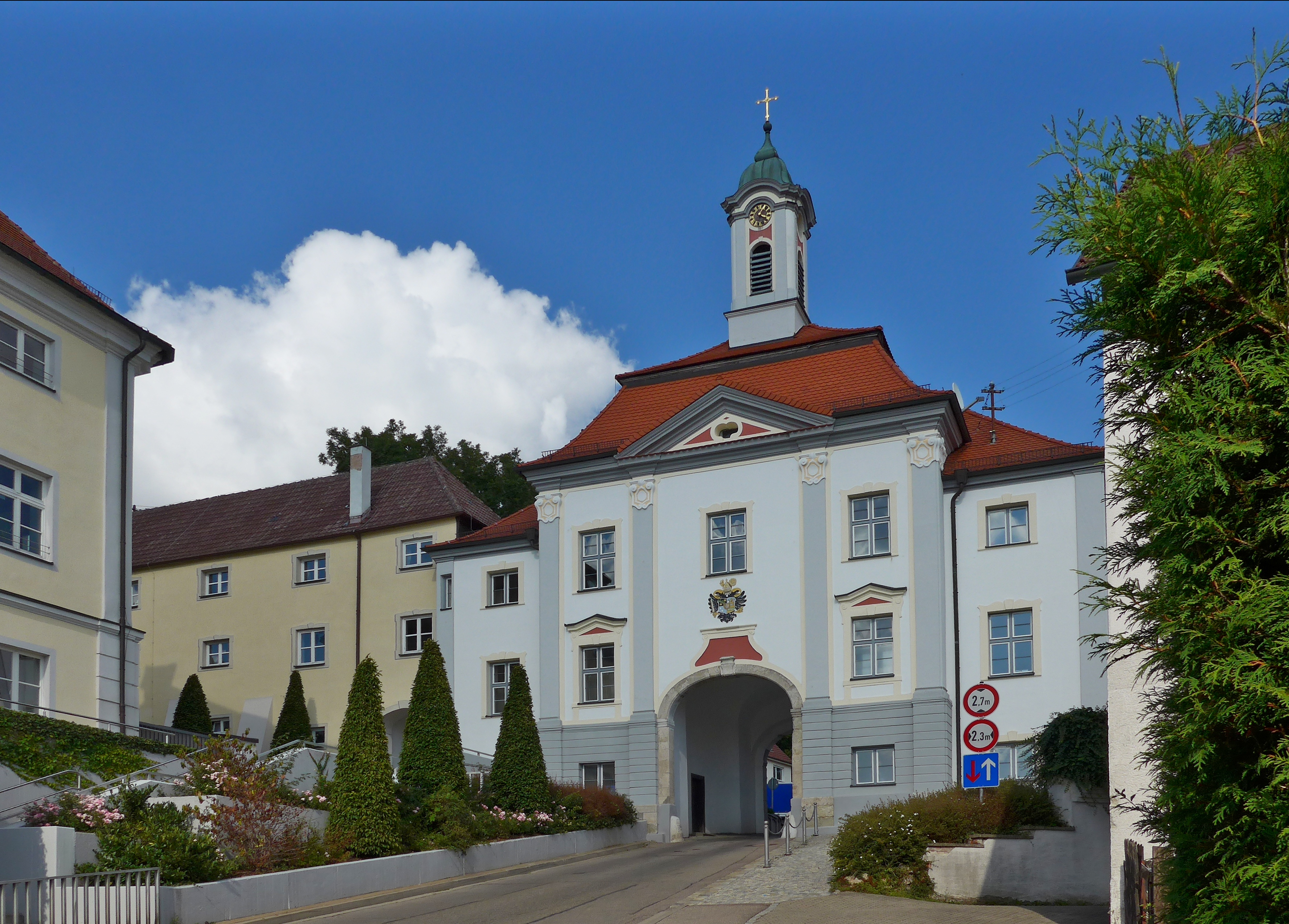
Martinstor; Eingangstor zum Klosterbezirk der ehemaligen Reichsabtei Elchingen.

## Ensembles

### Ensemble Kloster Oberelchingen und Klostersteige
Das Ensemble umfasst den Klosterbezirk der ehemaligen Reichsabtei Elchingen zusammen mit der erst im Verlauf des 18. Jahrhunderts bebauten Verbindungsstraße zu dem zugehörigen Dorf Oberelchingen, genannt Klostersteige. Die bedeutende Abtei entstand auf dem Platz der Burg einer Seitenlinie der Grafen von Dillingen, in die um 1140/50 ein vorher im Tal an der Donau gelegenes Benediktinerkloster verlegt wurde. Die sehr wohlhabende Abtei erlangte 1484 die Reichsunmittelbarkeit und bestand bis 1803. Aus der Gründungszeit erhielten sich die im Kern romanische Abteikirche, jetzt Pfarrkirche, ferner große Teile der mittelalterlichen Umfassungsmauern des Klosters im Norden, Osten und Süden auf dem Steilhang über der Donauniederung, die noch heute die burgähnliche Lage veranschaulichen. Da die Konventgebäude nach der Säkularisation größtenteils abgebrochen wurden, blieben von der alten Anlage des Klosters neben der Kirche nur Teile des Wirtschaftshofs im Nordwesten mit dem Bräuhaus und der Torbau im Südwesten des Klosterhofs, der sich heute als weiter, baumbestandener Platz vor der Kirche darbietet. Zum Ensemble gehört die Klostersteige, die vom Torbau den Berg hinabführende Hauptstraße des Ortes mit Amtshäusern und Wohnbauten der ehemaligen Klosterbeamten und -handwerker, mit ehemaliger Apotheke und Gasthof. Dieser von Südwesten nach Nordosten stark ansteigende, leicht gekrümmte Straßenzug ist vor allem auf seiner nördlichen Seite fast durchgängig mit meist zweigeschossigen Satteldachhäusern bebaut, die traufseitig zur Straße stehen, gestaffelt und leicht achsenversetzt. Die glatt verputzten schmucklosen Bauten zeigen weniger historische Substanz als mehr die Grundriss- und Aufrissstruktur der Bebauung des 18. Jahrhunderts. In dieser Zeile nimmt die östlichste Position der hochragende ehemalige Amtshaus- und jetzige Schulhausbau ein, weiter westlich befindet sich das ehemalige Klosterrichterhaus, am westlichen Ende der Straßenzeile der Gasthof Krone. Am Abhang des Elchinger Bergs unterhalb des Klosters gewann Napoleon am 14. Oktober 1805 eine entscheidende Schlacht gegen das österreichische Heer unter General Mack, welche die Kapitulation von Ulm herbeiführte. Napoleon hatte hier auf der Höhe der Abtei sein Hauptquartier. Aktennummer: E-7-75-139-1.

## Baudenkmäler nach Ortsteilen

### Oberelchingen
| Lage                                 | Objekt                                                      | Beschreibung | Akten-Nr.                        | Bild                          |
| ------------------------------------ | ----------------------------------------------------------- | --- | -------------------------------- | ----------------------------- |
| bei Forstweg 1 (Standort)            | Bildstock                                                   | gemauerter Pfeiler mit Nischen, 18. Jahrhundert | D-7-75-139-18 Wikidata           | weitere Bilder                |
| bei Riedgartenweg 1 (Standort)       | Bildstock                                                   | gemauerter Pfeiler mit Rundbogennischen und flachem Pyramidendach, wohl 18. Jahrhundert | D-7-75-139-19 Wikidata           | weitere Bilder                |
| Heusteige 6 (Standort)               | Wohnhaus                                                    | zweigeschossig mit steilem Satteldach, im Kern wohl 16. Jahrhundert, später verändert; Wappen des Abtes Andreas Dierlin, bez. 1544 und 1899 | D-7-75-139-1 Wikidata            | Wohnhaus                      |
| bei Klostersteige 14 (Standort)      | Bildstock                                                   | auf Pfeiler Gehäuse mit Figur der Schmerzhaften Muttergottes, 18. Jahrhundert | D-7-75-139-12 Wikidata           | weitere Bilder                |
| Klosterhof 1 (Standort)              | Ehemaliges Bräuhaus                                         | jetzt Gasthof, zweigeschossiges, aus zwei Teilen bestehendes Gebäude, Gasthof neubarock mit Lisenengliederung, Polygonalerker, Mansarddach, Zwerchgiebel und Gauben, südlicher Teil mit Walmdach und übergiebeltem Zwerchhaus, 1635, 1802 wiederhergestellt, 1913 neubarock verändert; mit Ausstattung                       | D-7-75-139-3 Wikidata            | weitere Bilder                |
| Klosterhof 6 (Standort)              | Ehemalige Abteikirche des ehemaligen Reichsstifts Elchingen | jetzt katholische Pfarrkirche St. Peter und Paul, dreischiffige Pfeilerbasilika mit halbrunden Kapellenanbauten, Vierung, Chor und wenig eingezogener halbrunder Apsis, Dachreiter, im Kern romanisch, mehrfach verändert und erneuert, zuletzt 1773/74 durch Joseph Dossenberger d. J., Langhaus 1782–1784; mit Ausstattung | D-7-75-139-4 Wikidata            | weitere Bilder                |
| Klosterhof 6 (Standort)              | Friedhof                                                    | nördlich der Kirche, von alter Mauer umgeben, in deren Verlauf Teile der romanischen Nordapsis der Kirche erhalten, wohl 18. Jahrhundert | D-7-75-139-4 zugehörig Wikidata  | weitere Bilder                |
| Klosterhof 6 (Standort)              | Maria-Schnee-Kapelle                                        | in der Nordostecke, auf unregelmäßigem fünfeckigen Grundriss mit Zeltdach, 1755 | D-7-75-139-4 zugehörig Wikidata  | weitere Bilder                |
| Klosterhof 6 (Standort)              | Ölbergkapelle                                               | in der nördlichen Friedhofsmauer, jetzt Kriegerdenkmal, rechteckig mit gewölbter Rundbogennische, 2. Hälfte 18. Jahrhundert | D-7-75-139-4 zugehörig Wikidata  | weitere Bilder                |
| Klosterhof 7 (Standort)              | Katholisches Pfarrhaus                                      | zweigeschossiger Satteldachbau mit Ecklisenen, neugotischen Staffelgiebeln und Stabwerk am Eingang, errichtet an Stelle der ehemaligen Prälatur, 1845; mit eingebauter Hauskapelle und Ausstattung | D-7-75-139-5 Wikidata            | weitere Bilder                |
| Klostersteige 10 (Standort)          | Ehemaliges Oberamtshaus des Klosters                        | dreigeschossiger Walmdachbau mit Pilastergliederung, von Christian Wiedemann, 1715 | D-7-75-139-7 Wikidata            | weitere Bilder                |
| Klostersteige 10 a, 15 (Standort)    | Torhaus                                                     | zum ehemaligen Klosterbezirk, dreigeschossig über querrechteckigem Grundriss, mit kreuzgewölbter Durchfahrt, risalitartig vortretenden Mittelachsen, Pilastergliederung und Dachreiter über dem Mansarddach, an Stelle eines Vorgängerbaus von Christian Wiedemann, 1736/37                                                  | D-7-75-139-8 Wikidata            | weitere Bilder                |
| Klostersteige 10 b (Standort)        | Ehemaliger Ökonomiebau des Klosters                         | dreigeschossiger Walmdachbau mit Hausteinelementen und korbbogiger Durchfahrt, 18. Jahrhundert | D-7-75-139-6 Wikidata            | weitere Bilder                |
| Klostersteige 19 (Standort)          | Wohnhaus                                                    | zweigeschossiger Walmdachbau mit Eckpilastern und Hausmadonna über dem Eingang, vielleicht von Josef Dossenberger d. J., um 1773 (bez.), stark verändert | D-7-75-139-9 Wikidata            | Wohnhaus                      |
| Klostersteige 23 (Standort)          | Doppelwohnhaus                                              | zweigeschossiger Walmdachbau mit profiliertem Traufgesims, 2. Hälfte 18. Jahrhundert, stark überformt | D-7-75-139-10 Wikidata           | weitere Bilder                |
| Klostersteige 27 (Standort)          | Ehemalige Apotheke                                          | zweigeschossiger Walmdachbau mit Zwerchgiebel und Wappenstein über dem Eingang, wohl von Josef Dossenberger d. J., bez. 1782 | D-7-75-139-11 Wikidata           | Ehemalige Apotheke            |
| Klostersteige 30 (Standort)          | Ehemaliges Klosterrichterhaus                               | zweigeschossig mit Mansarddach und Figur des Erzengels Michael in Giebelnische, 2. Hälfte 18. Jahrhundert, stark überformt | D-7-75-139-13 Wikidata           | Ehemaliges Klosterrichterhaus |
| Klostersteige 38 (Standort)          | Gasthof Krone                                               | zweigeschossiges Gebäude mit Krüppelwalmdach, gemauertem Unter- und Erdgeschoss, Ober- und im Osten vorkragendes Giebelgeschoss in Fachwerk, im Kern 16./17. Jahrhundert | D-7-75-139-14 Wikidata           | weitere Bilder                |
| Klostersteige 38 (Standort)          | Gasthof Krone                                               | schmiedeeiserner Ausleger, 1. Hälfte 18. Jahrhundert | D-7-75-139-14 zugehörig Wikidata | Gasthof Krone                 |
| Postgasse 13, Postgäßle 1 (Standort) | Wohnhaus                                                    | dreigeschossiger Walmdachbau mit Zwerchgiebel, Mitte 18. Jahrhundert, stark überformt | D-7-75-139-15 Wikidata           | weitere Bilder                |
| Bei Thalfinger Straße 63 (Standort)  | Steinkreuz                                                  | sogenanntes Schwedenkreuz, spätmittelalterlich | D-7-75-139-21 Wikidata           | weitere Bilder                |
| Bei Thalfinger Straße 63 (Standort)  | Bildstock                                                   | Pfeiler mit Gehäuse und Pyramidendach, 18. Jahrhundert. | D-7-75-139-20 Wikidata           | weitere Bilder                |
| Thalfinger Straße 10 (Standort)      | Wohnhaus                                                    | zweigeschossig mit Walmdach, im Kern 2. Hälfte 18. Jahrhundert, stark verändert | D-7-75-139-16 Wikidata           | weitere Bilder                |

### Thalfingen
| Lage                           | Objekt                            | Beschreibung | Akten-Nr.                        | Bild                      |
| ------------------------------ | --------------------------------- | --- | -------------------------------- | ------------------------- |
| Am Bildstöckle 1 (Standort)    | Steinkreuz                        | spätmittelalterlich | D-7-75-139-25                    | weitere Bilder            |
| Elchinger Straße 15 (Standort) | Schmiedeeiserner Ausleger         | Langstielige gerollte Blattranken mit Hirsch und Wappenschild, darauf ehemaliges Wappen des Klosters Elchingen, ehemals am Gasthaus Hirsch (Elchinger Straße 6), frühes 18. Jahrhundert.                       | D-7-75-139-24 Wikidata           | Schmiedeeiserner Ausleger |
| Junginger Straße 7 (Standort)  | Katholische Kirche St. Laurentius | Saalbau mit eingezogenem Polygonalchor und Turm im nördlichen Winkel, Turmunterteil mittelalterlich, Chor 15. Jahrhundert, Umfassungsmauern um 1648/50 wieder aufgebaut, 1751 ff. umgestaltet; mit Ausstattung | D-7-75-139-22 Wikidata           | weitere Bilder            |
| Junginger Straße 7 (Standort)  | Grabkreuze                        | im ummauerten Friedhof, schmiedeeisern, 18. Jahrhundert | D-7-75-139-22 zugehörig Wikidata | weitere Bilder            |
| Junginger Straße 7 (Standort)  | Ölbergkapelle                     | Rechteckiges Gehäuse mit korbbogiger Figurennische, 1720; mit Ausstattung | D-7-75-139-22 zugehörig Wikidata | weitere Bilder            |
| Kapellenweg 2 (Standort)       | Kapelle St. Apollonia             | Kreuzgratgewölbter Rechteckbau mit Vorhalle, 1912 durch Michael Erne errichtet; mit Ausstattung | D-7-75-139-23 Wikidata           | weitere Bilder            |

### Unterelchingen
| Lage                                        | Objekt                              | Beschreibung | Akten-Nr.                        | Bild           |
| ------------------------------------------- | ----------------------------------- | --- | -------------------------------- | -------------- |
| Badergasse 6 (Standort)                     | Wohnhaus                            | Ehemaliges Baderhaus, zweigeschossiger Satteldachbau mit Fachwerk, im Kern 1623 | D-7-75-139-27 Wikidata           | weitere Bilder |
| Bahnhofstraße 45 (Standort)                 | Empfangsgebäude                     | der württembergischen Brenzbahn, zweigeschossiger Blankziegelbau mit Hausteingliederung, um 1875 wohl nach Entwurf von Georg von Morlok                                                            | D-7-75-139-34 Wikidata           | weitere Bilder |
| Bahnhofstraße 45 (Standort)                 | Güterschuppen                       | Erdgeschossiger Blankziegelbau mit Querhaus | D-7-75-139-34 zugehörig Wikidata | Güterschuppen  |
| Hauptstraße 54 (Standort)                   | Figur des Kerkerheilands            | 18. Jahrhundert; in Bildnische am Stadel. | D-7-75-139-30 Wikidata           | weitere Bilder |
| Hauptstraße 61 (Standort)                   | Katholische Pfarrkirche St. Michael | Saalbau mit eingezogenem Polygonalchor und Satteldachturm im nördlichen Winkel, Chor und Turm um 1500, Erweiterung und Erhöhung des Langhauses durch Christian Wiedemann, 1722/23; mit Ausstattung | D-7-75-139-26 Wikidata           | weitere Bilder |
| Hauptstraße 61 (Standort)                   | Ölbergkapelle                       | Rechteckbau mit Korbbogennische, 1. Hälfte 19. Jahrhundert; mit Ausstattung | D-7-75-139-26 zugehörig Wikidata | weitere Bilder |
| Hauptstraße 69 (Standort)                   | Wappenstein                         | Ehemals am 1960 abgebrochenen Zehntstadel, mit Wappen des Salemer Abtes Konstantin Müller, bezeichnet 1732.                                                                                        | D-7-75-139-32 Wikidata           | BW             |
| Beim Autobahnkreuz Ulm/Elchingen (Standort) | Wegkreuz                            | Corpus erste Hälfte 18. Jahrhundert, Kreuz frühes 20. Jahrhundert | D-7-75-139-33 Wikidata           | weitere Bilder |
| Sankt-Michael-Weg 14 (Standort)             | Katholisches Pfarrhaus              | Zweigeschossiger Walmdachbau mit Pilastergliederung, 1752; mit Ausstattung | D-7-75-139-31 Wikidata           | weitere Bilder |
| Sankt-Michael-Weg 14 (Standort)             | Pfarrstadel                         | 2. Hälfte 18. Jahrhundert, und Remise, 2. Hälfte 18./19. Jahrhundert | D-7-75-139-31 zugehörig Wikidata | weitere Bilder |

## Ehemalige Baudenkmäler
In diesem Abschnitt sind Objekte aufgeführt, die früher einmal in der Denkmalliste eingetragen waren, jetzt aber nicht mehr. Objekte, die in anderem Zusammenhang also z. B. als Teil eines Baudenkmals weiter eingetragen sind, sollen hier nicht aufgeführt werden. Aktennummern in diesem Abschnitt sind ehemalige, jetzt nicht mehr gültige Aktennummern.

| Lage                                          | Objekt         | Beschreibung                                          | Akten-Nr.              | Bild           |
| --------------------------------------------- | -------------- | ----------------------------------------------------- | ---------------------- | -------------- |
| Oberelchingen Jägerhofweg 5, 7 (Standort)     | Doppelhaus     | mit Halbwalmdach, 18. Jahrhundert                     | D-7-75-139-2 Wikidata  | BW             |
| Oberelchingen Thalfinger Straße 16 (Standort) | Kruzifixus     | An der Südfront Kruzifixus, 1. Hälfte 18. Jahrhundert | D-7-75-139-17 Wikidata | BW             |
| Unterelchingen Hauptstraße 34 (Standort)      | Satteldachhaus | Giebelzier mit Herz Jesu, 18. Jahrhundert             | D-7-75-139-28 Wikidata | weitere Bilder |
| Unterelchingen Hauptstraße 35 (Standort)      | Gasthaus Zahn  | Giebelhaus, mit Anbau, 1623                           | D-7-75-139-29 Wikidata | weitere Bilder |